# Соколянский, Владимир Петрович
Владимир Петрович Соколянский (род. 1950, Саратов) — советский и российский учёный в области гидродинамики самолётов-амфибий, почётный авиастроитель РФ, лауреат премии имени А. Н. Туполева и премии имени Н. Е. Жуковского.

## Биография
Родился 1 июня 1950 года в Саратове.
В 1967 году окончил Деснянскую среднюю школу Козельского района Черниговской области с золотой медалью.
В 1973 году окончил факультет аэромеханики и летательной техники МФТИ. Работал в ЦАГИ на инженерных и научных должностях. В 1987 году защитил диссертацию на соискание учёной степени кандидата технических наук.
Научные интересы в области гидродинамики морских летательных аппаратов, по этой же дисциплине читал лекции на факультете аэромеханики и летательной техники МФТИ. В 1999 году присвоено учёное звание старшего научного сотрудника.
С 2004 года возглавлял филиал «Московский комплекс ЦАГИ».
Один из разработчиков гидродинамических компоновок самолётов-амфибий: А-40, Бе-200, Бе-103.
Как специалист ЦАГИ и эксперт-аудитор Авиарегистра МАК принимал участие в натурных испытаниях всех перечисленных самолётов.

## Награды и звания
- Премия имени Н. Е. Жуковского (1994) — за работу "Аэрогидродинамика самолёта-амфибии А-40 «Альбатрос» (в составе авторского коллектива)
- Почётный авиастроитель РФ (1998) — за большой вклад в развитие авиационной промышленности
- Почётный знак ТАНТК «Золотое крыло» (2002) — за большой вклад в создание самолётов-амфибий
- Премия имени А. Н. Туполева (2009, совместно с В. А. Кобзевым, Г. С. Панатовым) — за работу по созданию многоцелевого самолёта-амфибии Бе-200
- Премия имени Н. Е. Жуковского второй степени (в 2014 за 2013 г.) в составе авторского коллектива  за  коллективную монографию «Гидродинамика и динамика высокоскоростного движения тел в жидкости», и серебряная настольная медаль имени профессора Н. Е. Жуковского за существенный вклад в работу[4].